# 清光寺 (松戸市)
清光寺（せいこうじ）は、千葉県松戸市にある天台宗の寺院。

## 歴史
862年（貞観4年）、慈覚大師円仁によって開山された説と、1471年（文明3年）、俊能法印によって開山された説の二つの説がある。
元々は下総国葛飾郡本所（現・東京都墨田区駒形）に位置していた。1923年（大正12年）の関東大震災で、堂宇が焼失、本尊の地蔵菩薩も首のみを残して焼失した（後に胴体部分を修復）。1928年（昭和3年）に現在地に移転した。

## 交通アクセス
- 松戸駅より徒歩22分。